# ابوبشر دولابی
ابوبِشْر محمد بن احمد بن حماد بن سعد انصاری رازی (۲۲۴ – ۳۱۰ هجری) محدث و مورخ ایرانی بود. مذهب او حنفی بود. برخی از آثار او عبارتند از: الکنی و الاسماء،‌ الذریة الطاهرة، المولد و الوفاة، عقلاء المجانین.